# Дік Терпін
Річард Терпін (англ. Richard Turpin, хрещ. 21 вересня 1705 року – 7 квітня 1739) — англійський розбійник-із-дороги, чиї подвиги були романтизовані після страти в Йорку за крадіжку коней. Терпін, можливо, спочатку займався ремеслом свого батька-м'ясника, але на початку 1730-х років він приєднався до Ессекської банди крадіїв оленів, а пізніше став браконьєром, грабіжником, конокрадом і вбивцею. Відомий також тим, що начебто проїхав 200 миль (320 км) з Лондона до Йорка за ніч на своєму коні Black Bess — цю історію прославив вікторіанський письменник Вільям Гаррісон Ейнсворт через майже 100 років після смерті Терпіна.
Найбільше Терпіна асоціюють з грабунком на дорозі, яким він займався після арешту інших членів його банди в 1735 році. Наприкінці того року він зник з поля зору громадськості, щоб знову з'явитися в 1737 році з двома новими спільниками, одного з яких Терпін, можливо, випадково застрелив і вбив. Терпін втік з місця події і невдовзі вбив чоловіка, який намагався його схопити.
Пізніше того ж року він переїхав до Йоркшира і взяв псевдонім Джона Палмера. Поки він жив у корчмі, місцеві магістрати запідозрили «Палмера» і почали розвідувати, звідки він бере гроші на свій спосіб життя. За підозрами у конокрадстві, Палмера ув'язнили у Йоркському замку до суду на наступних асизах. Справжню особу Терпіна було розкрито, коли до влади потрапив лист, який він написав своєму свояку з тюремної камери. 22 березня 1739 року Терпіна визнали винним за двома звинуваченнями в крадіжці коней і засудили до страти; його повісили в Нейвсмаєрі 7 квітня 1739 року.
Після страти Терпін став персонажем легенд, англійських балад, популярних театральних постановок 18—19-го століть та кіно і телебачення 20-го століття.